# BTV Comedy
bTV Comedy (Би-Ти-Ви Камеди) — болгарский развлекательный телевизионный канал, часть медиахолдинга bTV Media Group. Вещает с 1997 года, ранее был известен как «Триада ТВ» и GTV.

## История
В 1997 году начал своё вещание софийский телеканал «Триада», входивший в состав компании «Triada Communications», заменив собой болгарскую версию французского TV5 Monde. Стараниями Красимира Гергова на канале появились некоторые программы CNN International, дублированные на болгарский язык.
В 2005 году этот болгарский «клон» CNN был переименован в GTV, что расшифровывалось как The Good Television, так и как Гергов ТВ. Вещание велось исключительно в пределах окрестностей Софии. Сетку вещания составляли комедийные фильмы и телесериалы. 1 октября 2009 после смены владельца телеканал получил своё действующее имя bTV Comedy. С 7 октября 2012 он вещает в формате 16:9.

## Технология вещания
Вещание bTV Comedy доступно через кабельные сети и IPTV, а также через спутники Astra 1G, Intelsat 12 и Hellas Sat 2.